# إيما اليزابيث سميث
إيما اليزابيث سميث (حوالي 1843 - 4 أبريل 1888) كانت ضحية من ضحايا جرائم قتل وايت تشابل التي نفذها القاتل المجهول جاك السفاح وتعتبر إيما من أصول غامضة في أواخر القرن التاسع عشر في لندن كانت أول ضحية من سلسلة الجرائم القتل وايت تشابل، ويمكن ان تكون من ضحايا جاك السفاح على الرغم ان هذا يعتبر غير محتمل من قبل معظم المؤلفين الحديثيين.